# Třída Almirante Williams
Třída Almirante Williams byly torpédoborce chilského námořnictva. Celkem byly postaveny dvě jednotky této třídy. Ze služby byly vyřazeny.

## Stavba
Stavba dvou torpédoborců této třídy byla objednána v květnu 1955 u britské loděnice Vickers-Armstrongs v Barrow-in-Furness. Stavba proběhla v letech 1956–1960.
Jednotky třídy Almirante Williams:
| Jméno                   | Založení kýlu   | Spuštěna          | Vstup do služby   | Status                                 |
| ----------------------- | --------------- | ----------------- | ----------------- | -------------------------------------- |
| Almirante Riveros (18)  | 20. června 1956 | 12. prosince 1958 | 31. prosince 1960 | Vyřazen 1995, potopen jako cvičný cíl. |
| Almirante Williams (19) | 12. dubna 1957  | 5. května 1958    | 26. března 1960   | Vyřazen 1996, potopen jako cvičný cíl. |

## Konstrukce

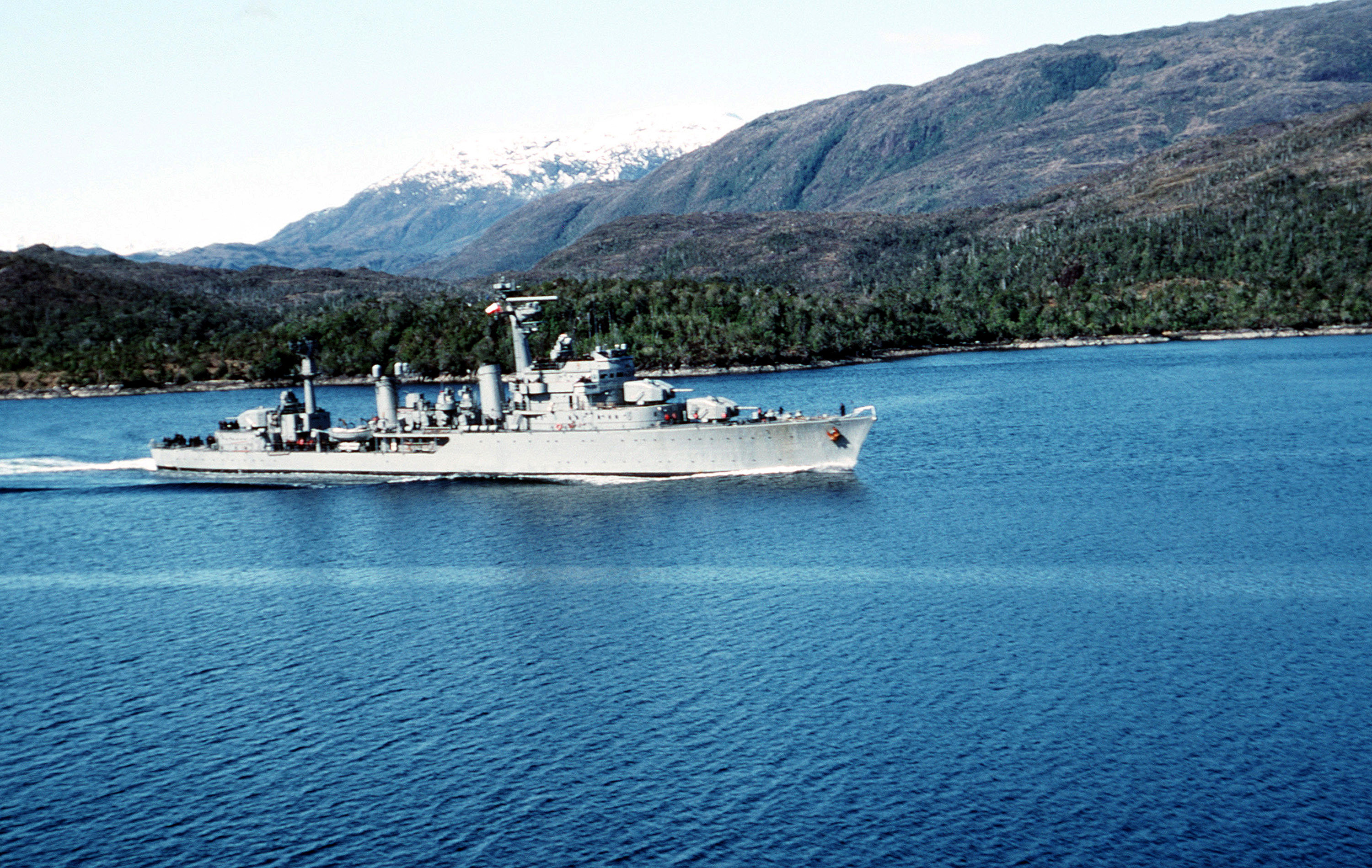
Almirante Williams (19)

Po dokončení byla plavidla vyzbrojena čtyřmi 102mm kanóny v jednodělových věžích, šesti 40mm kanóny, pětihlavňovým 533mm torpédometem a dvěma salvovými vrhači hlubinných pum Squid. Pohonný systém tvořily dva kotle a dvě převodové turbíny o celkovém výkonu 54 000 shp, pohánějící dva lodní šrouby. Nejvyšší rychlost dosahovala 34,5 uzlu.

### Modernizace

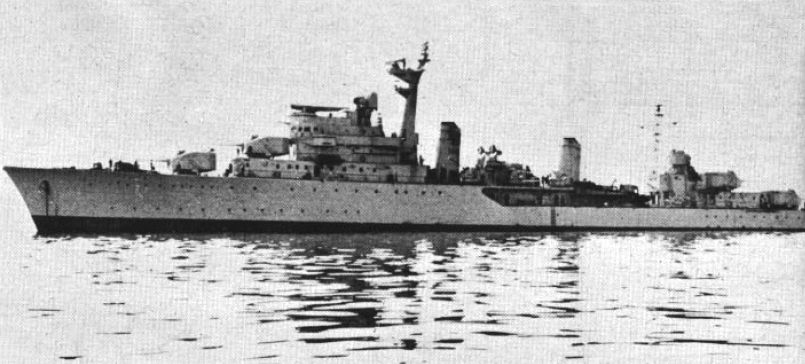
Almirante Riveros (18) v roce 1962

V roce 1964 byly demontovány dva 40mm kanóny a na jejich místa byla instalována dvě čtyřnásobná odpalovací zařízení protiletadlových řízených střel Sea Cat s naváděcím systémem N-4.
V 70. letech oba torpédoborce ve Velké Británii prošly rozsáhlou modernizací – Almirante Riveros v letech 1973–1975 a Almirante Williams v letech 1971–1974. Elektroniku po modernizaci tvořily vyhledávací radar Plessey AWS-1, navigační radar Decca 629, radary Marconi SNW-10, SWW-20. SGR-102 a SNG-20 a dále sonar type 164B. Dosavadní 533mm torpédomety nahradily čtyři protilodní střely Exocet a protiponorková výzbroj byla zesílena o dva trojhlavňové 324mm protiponorkové torpédomety.